# Герб на Алабама
Гербът на Алабама представлява щит, на който са изобразени знамената на четири от петте държави, владяли части от щата в различно време - Испания, Франция, Великобритания и Конфедерацията. Върху горната част на щита е изобразен корабът Badine, с който са дошли първите европейски колонисти - французите. Под щита е изобразена лента с девиза на Алабама, изписан на латински – Audemus jura nostra defendere (Решително браним правата си).
Първият герб на Алабама е създаден през 1819 г. По-късно е заменен с друг герб, на който е изобразена географската карта на щата, заедно с по-големите реки и част от съседните щати. Поради това, че той е използван и в периода, когато Алабама е била територия, е заменен с първоначалния вариант.